# Anthony Mason
Anthony George Douglas Mason (ur. 14 grudnia 1966 w Miami, zm. 28 lutego 2015 w Nowym Jorku) – amerykański koszykarz, występujący na pozycji skrzydłowego, finalista NBA, uczestnik meczu gwiazd NBA. Otrzymał nagrodę dla Najlepszego rezerwowego sezonu.
W sezonie 1992/1993 zajął ex aequo drugie miejsce w głosowaniu na najlepszego „szóstego” zawodnika ligi NBA.
W 1996 wystąpił w filmie Eddie.

## Osiągnięcia
USBL
- Zaliczony do I składu:
  - All-USBL (1991)[6]
  - defensywnego USBL (1991)[6]
- Lider USBL w zbiórkach (1991)

NBA
- Finalista NBA (1994)[7]
- Najlepszy rezerwowy sezonu (1995)[3]
- Uczestnik meczu gwiazd NBA (2001)[2]
- Wybrany do:
  - III składu NBA (1997)[8]
  - II składu defensywnego NBA (1997)[9]
- Lider play-off w skuteczności rzutów z gry (1995)[10]